# Carlsberg Polska
Carlsberg Polska Sp. z o.o. – polskie przedsiębiorstwo z branży piwowarskiej należące do duńskiego koncernu Carlsberg Group.

## Historia
Spółka Carlsberg Polska powstała w 2001 roku jako efekt połączenia w jedną grupę piwowarską browarów w: Brzesku, Szczecinie, Sierpcu i Wrocławiu, których głównym udziałowcem był duński koncern piwowarski Carlsberg Breweries A/S.
Początkowo spółka działała pod nazwą Carlsberg Okocim S.A. W związku z przejęciem przez firmę Carlsberg całości udziałów spółki, w 2004 roku nastąpiła zmiana nazwy przedsiębiorstwa na Carlsberg Polska S.A.
Obecnie w skład grupy piwowarskiej Carlsberg Polska wchodzą trzy czynne browary: Browar Kasztelan, Browar Bosman, Browar Okocim. Ponadto spółka jest właścicielem nieczynnego browaru w Chociwlu.

## Piwa (m.in.)
- Bosman
- Carlsberg
- Harnaś
- Karmi
- Kasztelan
- Książ
- Okocim
- Piast
- Somersby
- Volt